# Ellen Gulbranson
Ellen Maria Elisabeth Gulbranson, född Nordgren den 8 mars 1863 i Stockholm, död den 2 januari 1947 i Oslo, var en svensk-norsk sångare (sopran/mezzosopran), en av sin tids ledande Wagner-sångare.

## Biografi
Gulbranson var elev vid Stockholms musikkonservatorium 1880–1883, därefter hos Mathilde Marchesi i Paris 1883–1886, och gjorde sin operadebut i Stockholm som Amneris i Aida 1889. Mellan 1896 och 1914 hörde hon till Bayreuthfestspelens fasta huvudkrafter, och mellan 1897 och 1914 var hon den enda som spelade Brünhilde där. Hon uppträdde även på flera platser i bland annat Tyskland, Nederländerna, England och Norge innan hon drog sig tillbaka 1915.
Musikhistorikern Adolf Lindgren beskrev henne i Nordisk Familjebok så här: ”Hennes förtjänster bestå mindre i originell uppfattning än i betydande receptivitet samt väsentliga yttre företräden: en kraftig stämma, en imposant gestalt och mimisk uttrycksförmåga.” Gulbranson var också en högt ansedd sångpedagog.
Gulbranson gifte sig 1890 med den norske kaptenen Hans Peter Francis Gulbranson.

## Diskografi
- Wagner in Stockholm: recordings 1899–1970. Bluebell CD02-2698--2701. 2002. – Innehåll: 2. Träume ur Wesendonck-Lieder (Wesendonck).

## Rollfoton

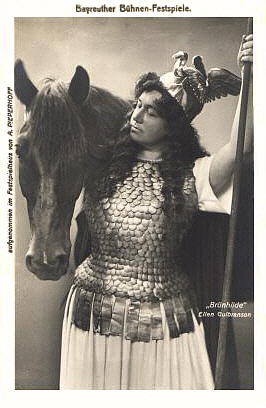
Som Brünhilde vid Bayreuthfestspelen.